# 阿吉根格格
阿吉根格格，清朝順治帝之格格級庶妃。她的服緞疋數原為九匹，對比之後的康熙朝內務府檔案，可知阿吉根格格原本的位分等級相當於康熙二十一年服九匹緞的常侍女子（常在）。

## 生平
目前並不清楚阿吉根格格是在何時被順治帝收為後宮主位。她的初始位份應即為格格級，因為順治朝的福晉級嬪御多為蒙古王公之女，而小福晉級嬪御多為八旗出身，並且曾經為順治帝生育子女。
在清初，宮廷十分重視後宮主位、婦差和宮女等後宮人員每年從官方獲得的綢緞、布匹數量，將其視為她們基本的物質待遇，並以此作為衡量尊卑的標桿。康熙元年八月初七日，輔政大臣降旨內務府大臣等，稱讓乾清宮內之阿吉根、察爾禪、伊萊、丹姐四格格、掃屋女子海蘇及其家下女子二姐、布兒、二姐此等人仍居宮内，實屬悖亂，提議讓她們出宮，居住在紫禁城內北面隅房，並停止讓她們服緞，僅給予毛青布、翠藍布令穿。內務府大臣奉旨轉奏孝莊文皇后，並於八月初八日奏入。巴布額涅、常壽額涅奉孝莊文皇后旨意傳諭：「誠然。照輔政大臣等所議支給」。同年八月初九日，內務府大臣等上奏，稱舊例給阿吉根、察爾禪各九疋緞，每日肉三斤；給伊萊、丹姐各五疋緞，每日肉二斤；給掃屋女子海蘇毛青布三疋、翠藍布三疋、夏布一疋；給二姐、布兒、二姐每人毛青布三疋、翠藍布三疋、夏布一疋。因為現在要給予她們毛青布、翠藍布，不知道要依照甚麼例子支給，於是口奏請旨。得旨：「令其均按掃屋女子例支給毛青布、翠藍布，每日之肉均停支」。目前，阿吉根格格因何被逐出宮廷，在何時去世，是否奉安孝東陵等問題均不詳，有待進一步發掘檔案。